# Белокурая Венера
«Белокурая Венера» (англ. Blonde Venus) — драматический художественный фильм голливудского режиссёра Джозефа фон Штернберга, поставленный в 1932 году. Главные роли исполнили Марлен Дитрих, Герберт Маршалл и Кэри Грант.

## Сюжет
Американский химик Нед Фарадэй (Герберт Маршалл) и его жена, певица варьете Хэлен Фарадэй (Марлен Дитрих), живут вместе уже много лет. У них есть маленький сын Джонни (Дики Мур). Однажды во время экспериментов Нед облучается радием и теперь главной задачей для семьи становится сбор денег на его лечение. Хэлен вынуждена устроиться на работу в одно из ночных кабаре города. Во время одного из своих выступлений она знакомится с Ником Таунсендом (Кэри Грант) — довольно обеспеченным человеком. Он предлагает ей свою помощь, на что Хэлен вынужденно соглашается. Нед уезжает в Европу на лечение. По приезде он узнает о существовании другого мужчины в жизни Хэлен. Он прогоняет её и желает отнять у неё маленького Джонни. Но Хэлен не сдаётся. Она берёт с собой маленького Джонни и долгое время скрывается от полиции и от своего неблагодарного мужа.

## В ролях
- Марлен Дитрих — Хэлен Фарадэй
- Герберт Маршалл — Нед Фарадэй
- Кэри Грант — Ник Таунсенд
- Дики Мур — Джонни Фарадэй
- Джин Морган — Бен Смит
- Рита Ла Рой — Такси-Бель Хупер
- Стерлинг Холлоуэй — Джо, путешественник (в титрах не указан)

## Создание
Сам того не желая, Штернберг выступил как один из первых феминистов американского кино. Показанная в фильме критика бесправного положения женщин в американском обществе испугала руководство «Парамаунта», и они потребовали от режиссёра изменить концовку. Штернберг сопротивлялся как мог, но продюсеры победили. В режиссёрской версии Элен отказывается от сына, в версии, вышедшей в прокат, маленький мальчик мирит своих родителей, невинным голоском рассказывая историю их знакомства и соединяя их руки.

В 1934 году под давлением Общества добродетельных католиков (ОДК) сотрудникам Хейза пришлось работать с представителем ОДК Мартином Куигли над созданием новых, более строгих, чем принятые в 1930 году, Правил производства кинопродукции. Новые Правила включили изобретенную главой Администрации контроля за соблюдением правил производства кинопродукции Джо Брином «компенсацию моральных ценностей»: в любом фильме должно быть продемонстрировано «достаточно добра, чтобы компенсировать любое изображаемое в нём зло». Когда 11 июля 1934 году новые Правила вступили в силу, картине «Белокурая Венера» присудили «Класс I» и изъяли её из проката. Брин заявил, что картина в первоначальном варианте больше не увидит свет.— Дон Б. Соува